# وادي طسة
وادي طِسة أحد أشهر الوديان الطبيعية بـ ذي ناخب بلاد بني قاصد في يافع السفلى والتابع لـ مديرية سباح بـ محافظة أبين حالياً.
تسكن الوادي قبيلتان عريقتان هما: قبيلة العصري «بني عَصًّر» وتسكن في رأس الوادي، وقبيلة العماري «آل عمار» وتسكن في الجزء السفلي من الوادي.

## الموقع الجغرافي
وادي طِسة يقع ضمن المناطق الحدودية الفاصلة بين جمهورية اليمن الديمقراطية الشعبية والجمهورية العربية اليمنية كونه يفصل بين مديرية سباح التابعة لمحافظة أبين ومديرية الزاهر التابعه لمحافظة البيضاء كما أنه يتوسط بين عدة وديان فمن الشرق يحده وادي حدق ووادي مِرْصاف، ومن الغرب يحده وادي العِرْقة أما من الشمال فتحده بلد آل برمان بـ محافظة البيضاء وبلد آل الحيد في محافظة لحج ومن الجنوب شُعب يثبوب وسوق سباح.